# Кампільйос-Сьєрра
Кампільйос-Сьєрра (ісп. Campillos-Sierra) — муніципалітет в Іспанії, у складі автономної спільноти Кастилія-Ла-Манча, у провінції Куенка. Населення — 61 особа (2010).
Муніципалітет розташований на відстані близько 170 км на схід від Мадрида, 37 км на схід від Куенки.

## Демографія
Динаміка населення (INE ):